# فرانکو کلمبا
فرانکو کلمبا (انگلیسی: Franco Colomba؛ زادهٔ ۶ فوریهٔ ۱۹۵۵) بازیکن فوتبال اهل ایتالیا است.
از باشگاه‌هایی که در آن بازی کرده‌است می‌توان به باشگاه فوتبال آولینو، باشگاه فوتبال مودنا، و باشگاه فوتبال بولونیا اشاره کرد.